# Chiesa di San Carpoforo (Bissone)
La chiesa parrocchiale di San Carpoforo è un edificio religioso che si trova a Bissone, in Canton Ticino.

## Storia
La struttura viene citata per la prima volta in documenti storici risalenti al 1148, anche se potrebbe essere stata fondata diversi secoli prima. Venne profondamente rimaneggiata sia nel XVI che nel XVII secolo. Nel 1759 iniziarono i lavori per la realizzazione dell'attuale facciata; dopo un'interruzione, i lavori vennero portati a termine nel 1784.

## Descrizione
La chiesa ha una pianta a tre navate, sui cui fianchi si aprono sei cappelle laterali. La navata centrale è ricoperta da una volta a botte lunettata mentre le navate laterali ed il coro sono coperte da una volta a vela. Sulla campata precedente il coro si apre una cupola. L'interno è ornato da numerosissimi stucchi e da affreschi di Giovan Francesco Gaggini e Carpoforo Tencalla. 
A Tommaso Lombardo, allievo di Jacopo Sansovino, è invece attribuita la statua collocata al centro dell'altare maggiore.

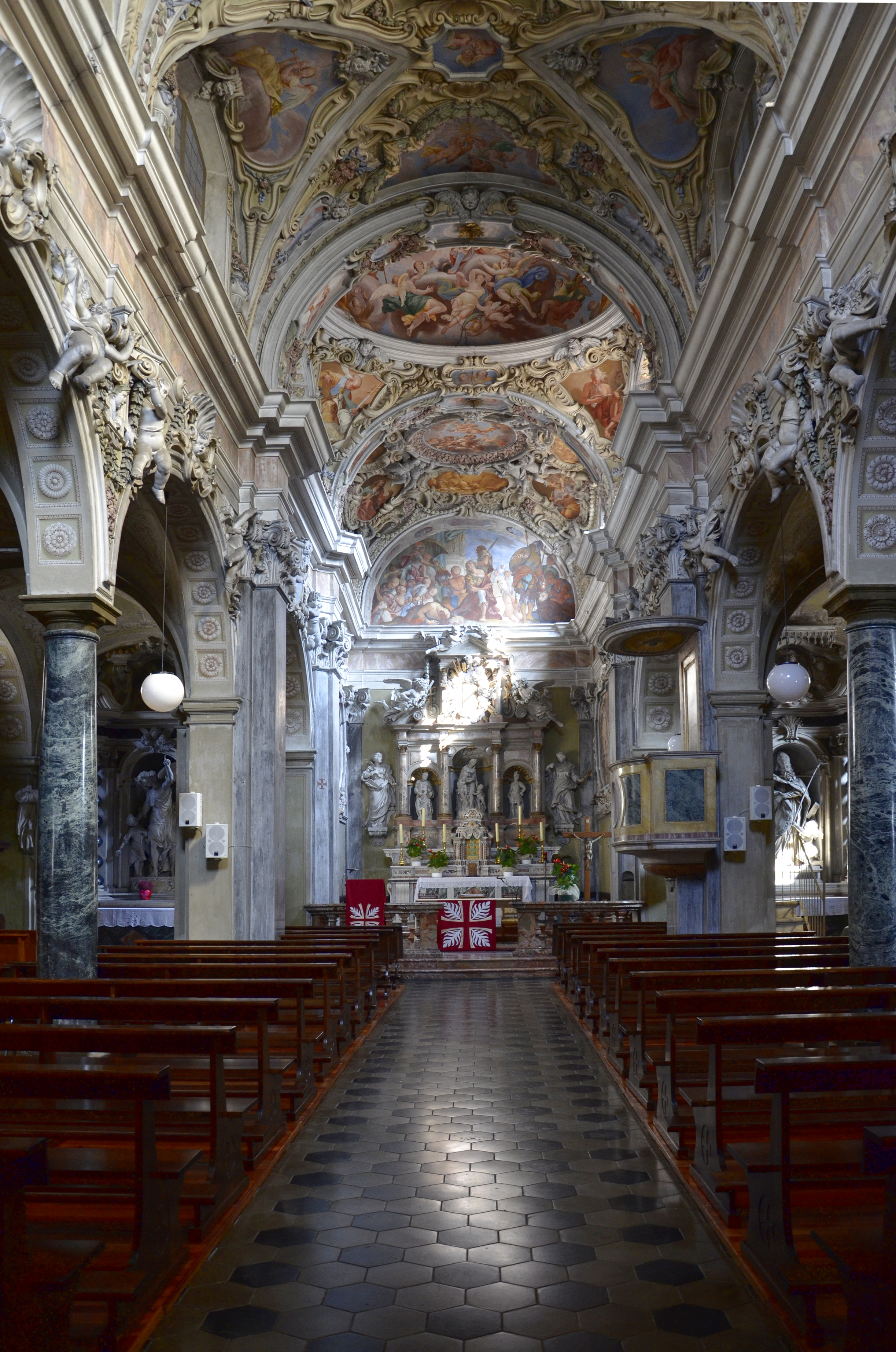
Chiesa di San Carpoforo, interno